# Сан Флоро
Сан Флоро (итал. San Floro) је насеље у Италији у округу Катанцаро, региону Калабрија.
Према процени из 2011. у насељу је живело 444 становника. Насеље се налази на надморској висини од 269 м.

## Становништво
Према резултатима пописа становништва 2011. у општини је живело 700 становника.
| 1931. | 1936. | 1951. | 1961. | 1971. | 1981. | 1991. | 2001. | 2011. |
| ----- | ----- | ----- | ----- | ----- | ----- | ----- | ----- | ----- |
| 1.356 | 1.364 | 1.537 | 1.489 | 1.033 | 784   | 643   | 594   | 700   |